# Weißzeug

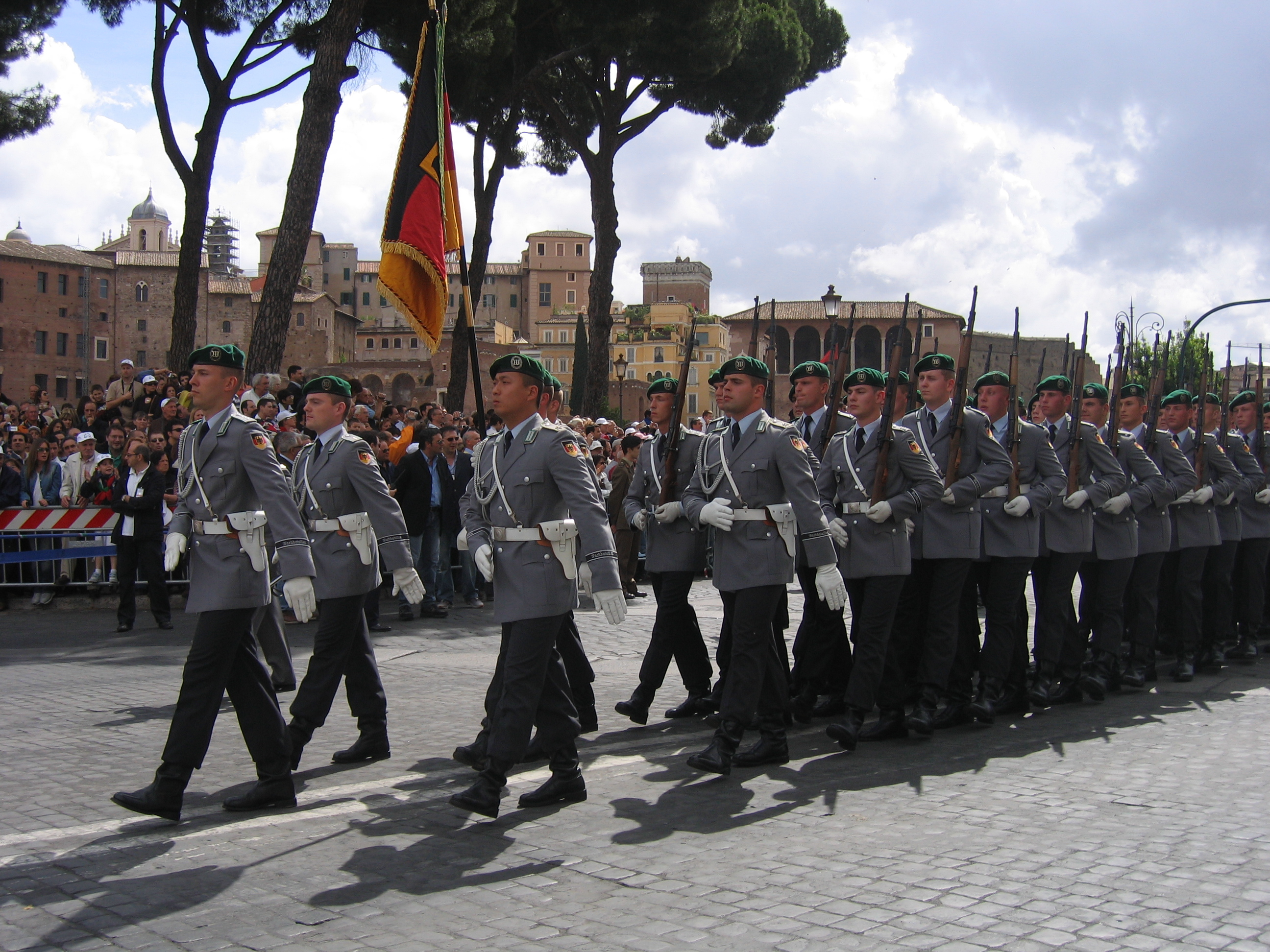
Wachbataillon beim Bundesministerium der Verteidigung im großen Dienstanzug mit Barett und Weißzeug (Rom 2007)

Das Weißzeug bezeichnet einen bestimmten Teil der militärischen Kleidung (Uniform). In Deutschland wird es vom Wachbataillon beim Bundesministerium der Verteidigung und vom Stabsmusikkorps der Bundeswehr zu protokollarischen Anlässen getragen. Bis 2004 war es ebenfalls in abgewandelter Form im Feldjägerdienst der Bundeswehr in Kombination mit dem Feld- und Dienstanzug in Gebrauch.

## Zusammensetzung
Es besteht aus einem weißen Koppel mit Koppelschloss und einem Gurt (siehe Sam-Browne-Gürtel), der über die rechte Schulter verläuft. Beim Wachbataillon kommt eine weiße Pistolentasche für die Walther P1, die aus der Tradition des Säbels heraus an der linken Seite getragen wird und eine weiße Handschließentasche hinzu.
Feldjäger trugen zudem an der rechten Seite einen weißen Gummiknüppel und eine weiße Armbinde mit der Aufschrift Feldjäger am linken Arm. Der Begriff Weißzeug bezieht sich auf die Tatsache der weißen Farbgebung dieser Ausrüstungsgegenstände.

## Traganlässe
Das Weißzeug wird nur noch im protokollarischen Dienst durch das Stabsmusikkorps und das Wachbataillon, bei Eskortefahrern oder zum Dienstanzug in Verbindung mit einer weißen Schirmmütze getragen.
Im Feldjägerdienst wird überwiegend der Feldanzug mit dem sogenannten Schwarzzeug (bestehend aus schwarzem Pistolenholster für die HK P8, schwarzer Handschließentasche, schwarzer Doppelmagazintasche, RMS-Halter und schwarzer MP/Feldjäger Armbinde) getragen.